# Ограбление по-итальянски (фильм, 1969)
«Ограбление по-итальянски» (англ. The Italian Job, иногда — «Итальянская работа») — фильм-ограбление британского режиссёра Питера Коллинсона. Снят в 1969 году в Великобритании и Италии в жанре криминальной комедии с элементами роуд-муви. Наряду с актёрами-людьми в фильме не менее главные роли играют несколько культовых английских автомобилей 1960-х годов Mini Cooper.

## Сюжет
Молодой мошенник Чарли Крокер (Кейн) выходит из тюрьмы. Он узнаёт, что один из его товарищей убит итальянской мафией. Однако он успел передать Чарли через свою жену подробный план налёта на инкассаторский броневик в Турине. Крупный босс преступного мира Англии мистер Бриджер (Кауард) сидит в тюрьме, но пользуется всеми благами свободы, включая персональную медсестру и личный кинозал. Чарли Крокер обращается к нему за одобрением и финансированием налёта и не сразу, но получает его. Сформирована команда из самых разных специалистов: интеллектуала профессора Саймона Пича (Хилл), пиротехника, водителей-гонщиков и других.
В назначенный день в Турин прибывает самолёт с грузом золота весом в полтонны — очередным взносом китайских инвесторов в совместное строительство завода Fiat. Один из злоумышленников выводит из строя все наружные камеры наблюдения полицейского управления. Профессор Саймон Пич меняет программу, регулирующую уличное движение, на неисправную. В городе выстраиваются многокилометровые пробки. В одну из них попадает инкассаторский броневик. Налётчики нейтрализуют сопровождающих полицейских и взрывают дверь фургона. После этого золото перегружают в три автомобиля Mini Cooper, у которых заранее укреплено днище. Последняя треть фильма демонстрирует манёвренность, управляемость и скорость этих машин на узких улочках старого города, строительных площадках и даже в городской канализации. Mini уверенно уходят от погони, золото перегружается в автобус, который направляется по горной дороге к Швейцарской границе. Он не вписывается в один из поворотов, золото смещается в заднюю часть просторного салона. Последний кадр фильма: автобус висит над пропастью в состоянии неустойчивого равновесия. На одном конце «качелей» полтонны золота, на другой — неудачливые налётчики. Чарли Крокер говорит: «Держитесь, парни, у меня есть идея!» (англ. Hang on lads — I've got an idea!).

## В ролях
- Майкл Кейн — Чарли Крокер
- Ноэл Кауард — мистер Бриджер
- Бенни Хилл — профессор Саймон Пич
- Раф Валлоне — Альтабане
- Тони Бекли — Кэмп Фредди
- Мэгги Блай — Лорна
- Джон Ле Месюрье — начальник тюрьмы

## Художественные особенности
Издание фильма на Blu-ray Disc, подготовленное к 40-летию премьеры, сопровождает такая оценка современного нам критика Каса Харлоу: 

«Ограбление по-итальянски» трудно назвать хорошим фильмом в любом смысле этого слова. Игра почти повсеместно плоха и часто переходит в фарс, сюжет — лоскутное одеяло из бесхитростных сценок, диалоги дрейфуют между пошлостью и скукой. Но можно понять, почему фильм стал культовым. Это квинтэссенция Британии, и, в придачу, квинтэссенция 1960-х годов, приправленная знаками той эпохи — манерами, одеждой, автомобилями. Это одно из лучших (и, конечно, самое цитируемое) направление в британском кино, классическое воплощение нахального кокни от одного из лучших и самых известных актеров Великобритании, и, безусловно, наиболее широкое заявление британского автомобиля о себе, которое когда-либо видел мир. Являются ли эти основания достаточными, чтобы рассматривать фильм как хороший? Я не уверен в этом, но их более чем достаточно, чтобы сделать его классическим, чтобы оправдать его включение в список величайших британских фильмов.

## Награды
- В 1970 году фильм был номинирован на Золотой глобус в категории Лучший иностранный фильм на английском языке.
- Фильм находится на 36 месте в списке 100 лучших британских фильмов за 100 лет по версии BFI.

## Критика
В год премьеры фильм получал как позитивные, так и негативные отзывы.
Обозреватель Variety особо выделяет образ мистера Бриджера: «Кауард — высокопатриотичный мошенник-профессионал, — вкладывает в свою роль всю свою невозмутимую иронию и комичность».
Американский критик Винсент Кэнби из New York Times очень своеобразно оценил британскую картину: «При технической сложности фильм вышел эмоционально отсталым. Он стремится шутить над туалетной церемонией Коварда или сексуальной распущенностью Кейна, двусмысленно демонстрируя его физическое истощение после свиданий, оставшихся за кадром. Фильм доставляет безусловное удовольствие только в моменты разрушения автомобилей, семи, по той или иной причине. Я не знаю почему, но есть что-то очень удовлетворяющее в виде совершенно нового автомобиля, катящегося кувырком с горы, постепенно разрушаясь и разваливаясь на части».
Критик Скотт Вейнберг даёт подробный анализ фильма и подводит такой итог своей рецензии: «умело поддерживаемый Ноэлом Кауардом и Бенни Хиллом, молодой Майкл Кейн и владеет и повелевает „Ограблением по-итальянски“. Его Чарли Крокер — молодой приветливый негодяй, очаровательный стержень этого подвижного лёгкого капера. Это причина, по которой „Ограбление по-итальянски“ по-прежнему так высоко ценится даже через 25 лет после создания».

## Открытый финал
Двусмысленность последнего кадра фильма была поводом для многочисленных обсуждений. Документальный фильм «The Making of „The Italian Job“» (рус. Съёмки „Ограбления по-итальянски“) утверждает, что продюсер фильма настоял на открытом финале, что допускало бы возможность съёмок продолжения картины. Предполагалось, что автобус зацепит грузовой вертолёт, посланный мафией, и события второй части должны были бы разворачиваться вокруг возврата золота из рук итальянских бандитов.
В своих интервью 2003 и 2008 года Майкл Кейн говорил, что после фразы «Держитесь, парни, у меня есть идея…» он полз в кабину водителя и запускал двигатель. За 4 часа топливо из баков в задней части автобуса постепенно расходуется и тот медленно опускался на дорогу. При этом, по его словам, мафия всё таки перехватывала золотую добычу у англичан.
К 140 летию Периодической системы химических элементов, одним из элементов которой является золото, и 40 летию выхода фильма Королевское химическое общество Великобритании объявило конкурс на предложение правдоподобного технического или химического способа выйти из ситуации с зависшим над пропастью автобусом без применения вертолёта. Было прислано более 1000 достаточно реальных решений. Лучшим было признано одно из них, суть которого сводилась к следующей последовательности действий. Разбить окна в «кормовой» части автобуса, чтобы максимально облегчить её. Аккуратно выставить передние стёкла, с тем, чтобы они остались в автобусе. Через них выбраться одному человеку, но не касаться земли, а на весу, продолжая воздействовать своим весом на фронтальную часть, проколоть передние колёса. Это увеличит амплитуду возможного качения в сторону дороги и исключит отдачу при очередном качке. Отсоединить или порвать бензопровод, чтобы бензин из задних баков вылился самотоком. Все эти действия приведут к тому, что один человек сможет выйти на дорогу и начать загружать камнями кабину водителя.

## Влияние на массовую культуру
Отдельные эпизоды, характеры, ситуации и целые фрагменты сюжета регулярно используются в массовой культуре.
- Наиболее известен американский ремейк 2003 года «Ограбление по-итальянски», снятый в жанре фильма-боевика. Имена персонажей, способ совершения преступления (манипуляции со светофорами для создания глобальной пробки в городе), используемые малолитражные автомобили Mini повторяют оригинальный фильм, однако действие перенесено в Лос-Анджелес, а большинство сюжетных ходов изменены в соответствии с заданной жанровой принадлежностью[11].
- Один из эпизодов популярного в США мультсериала «Симпсоны» называется «The Italian Bob», что является прямой ссылкой на оригинальной название фильма[12].
- В третьей серии телевизионного цикла «Секретный агент Макгайвер», которая называется «Вор из Будапешта» (англ. Thief of Budapest, 1985 год) сцены погони напрямую цитируют «Ограбление по-итальянски»[13].
- На телевидение Великобритании демонстрируется реклама, адресованная собакам. Ролик стилизован под сюжет «Ограбления по-итальянски», однако отличается тем, что озвучивается на «собачьем языке». Звуковым сопровождением рекламы служат высокочастотные звуки, которые недоступны восприятию человека. Авторы считают, что собаки станут с интересом следить за происходящим[14].
- К Летним Олимпийским играм 2012 года снят пятиминутный рекламный ролик автомобилей MINI «The Britalian Job»: три стильных малолитражки гонятся за преступником-мотоциклистом. При этом они исполняют разные трюки на фоне достопримечательностей Лондона[15].

## Дополнительные факты
- Фильм не предполагался как способ продвижения на рынок автомобилей Mini. Все машины были приобретены у производителя — British Motor Corporation, с полной оплатой их рыночной стоимости. Между тем Fiat не только предлагал любое количество малолитражек безвозмездно, но и сумму в 50000 долларов США в качестве поощрительной премии. Однако как сценарист, так и режиссёр картины заявили, что снимать будут только Mini, как символ обновлённой Британии — «весёлой и уверенной в себе»[11].
- Автомобильная пробка в Турине была создана местными полицейскими по просьбе киногруппы намеренно. Съёмки необходимо было производить скрытой камерой, так как водители были взбешены многочасовым простоем и, вероятно, линчевали бы британских кинематографистов — истинных виновников ситуации[11].